# 小林智美
小林智美（こばやし ともみ、女性、12月13日 - ）は、日本のイラストレーター。主にサガシリーズのキャラクターデザイナーとして知られる。

## 来歴
古くは『聖闘士星矢』の二次創作など、「ミーハープロジェクト」のサークル名で同人誌の発表をしていた（Official Blogによれば2018年までは同人イベントへの出展を行っていた模様）。
1990年前後辺りから会社勤めの傍ら、雑誌「小説JUNE」や文庫本小説などの挿絵や表紙を手掛けるようになり、後に独立。
1992年にゲーム『ロマンシング サ・ガ』で、キャラクターデザイン・イラストを担当。以後、『サガ フロンティア2』までキャラクターデザインを含めたイラストを、それ以降もイメージイラストを担当するなど、「サガシリーズ」でイラストレーションを担当している。また『サガ フロンティア』に関してはマニュアルのコントローラの絵まで描いているとのこと。。
ロックバンドBUCK-TICKの大ファンであり、同バンドのボーカルをイメージとして描かれたキャラクターも多い。

## 作品リスト

### 画集・著書
- 『中国の歴史〈6〉世界の都、長安―唐の玄宗皇帝と楊貴妃』作画　単行本　中央公論社（1986/10）ISBN 4124025637
- 『彩華―花の歌をききながら』　単行本　新書館（1991/07）ISBN 440361261X
- 『時織人（ときおりびと）―小林智美ロマンシング サ・ガ画集』　単行本（ソフトカバー）　NTT出版（1994/07）ISBN 4871883051
- 『艶舞 心拍数のリズムで―小林智美画集』　大型本　中央公論新社（1999/03）ISBN 4120028844、単行本（ソフトカバー）　中央公論新社（2000/06）ISBN 4120030210

### 表紙・挿絵など
- 『失われしものタリオン』シリーズ 文庫 宮本昌孝 ハヤカワ文庫JA　（1987-1991）
- 『不定期エスパー』シリーズ 単行本 眉村卓（著） トクマ・ノベルズ（1988/07 - 1990/2）
- 『喪神の碑』 文庫 津守時生（著） 角川スニーカー文庫（1990/02）
- 『七都市物語』 文庫　田中芳樹（著） ハヤカワ文庫JA（1990/03）
- 『緑の標的』 単行本　多戸雅之（著） 新書館（1990/12）
- 『アストラルシティ 猛き神の紋章』 新書 古神陸（著） 勁文社（1993/08）
- 『花鬼』 単行本 山藍紫姫子（著） 角川書店（2003/12）
- 『海東青―摂政王ドルゴン』 文庫 井上祐美子（著） 中央公論新社（2005/09）
- 『おとぎ話を信じた王女さま』 単行本 マルシア・グラッド （著） 竹書房（2005/11）
- 『私説三国志　天の華・地の風』 江森備（著） 復刊ドットコム

他多数

### キャラクターデザイン
- サガシリーズ
  - ロマンシング サ・ガ
  - ロマンシング サ・ガ2
  - ロマンシング サ・ガ3
  - エンペラーズ サガ
  - インペリアル サガ
  - サガ スカーレットグレイス
- グラナド・エスパダ
- 三国志大戦DS（凌統のカードイラスト）
- 悠久の車輪（SR深紅の牙ダルタニアカードイラスト）
- ディメンション・ゼロ
- アクエリアンエイジ
- 勇現会社ブレイブカンパニー

### イメージイラスト
- サガシリーズ
  - サガ フロンティア
  - サガ フロンティア2
  - アンリミテッド:サガ
  - ロマンシング サガ -ミンストレルソング-
  - インペリアル サガ エクリプス
- レジェンドオブレガシー（イメージイラストレーション）